# Рьоко Хиросуе
Рьоко Хиросуе (на японски: 広末涼子) е японска актриса и певица.

## Биография
Тя е родена на 18 юли 1980 година в Кочи. Започва кариерата си с участие в няколко телевизионни сериала. Международна известност получава с главната си роля във френския филм от 2001 година „Уасаби“. През 2008 година участва в главната женска роля в спечелилия „Оскар“ филм „Отпътувания“.